# José Carlos Serrão
José Carlos Serrão (sinh ngày 12 tháng 10 năm 1950) là một huấn luyện viên và cựu cầu thủ bóng đá người Brasil.

## Sự nghiệp Huấn luyện viên
José Carlos Serrão đã dẫn dắt São Paulo, Santo André, Marília, Juventus, Paysandu, Londrina, Mogi Mirim, Corinthians, Ceará, Guarani và Gamba Osaka.